# تومی یونسون
تومی یونسون (سوئدی: Tommy Johnson؛ ‏ ۵ دسامبر ۱۹۳۱ – ۱۷ ژوئیه ۲۰۰۵) بازیگر اهل سوئد بود.
از فیلم‌ها یا برنامه‌های تلویزیونی که وی در آن نقش داشته‌است، می‌توان به برادران شیردل و مادربزرگ و پروردگارمان اشاره کرد.